# Franz Xaver Kroetz
Franz Xaver Kroetz född 25 februari 1946 i München, är en tysk författare, dramatiker, skådespelare och filmregissör.
Kroetz studerade vid en elevskola i München och vid Max-Reinhardt-Seminariet i Wien. Han var aktiv i det Tyska kommunistpartiet mellan åren 1971 och 1980. Han blev berömd då han vid en premiären av sitt drama Heimarbeit 1971 och Hartnäckig blev avbruten av nyfascister. Hans pjäser under 1970-talet porträtterade förtryckta och oprivilegierade människor med en ordfattig dialog där dialekt och språklöshet försvårar kommunikationen. I pjäsen Das Nest är huvudpersonen en truckförare vars chef beordrar honom att dumpa giftigt avfall i en sjö.
Han har även gett ut rapportböcker och resedagböcker.
Den 5 mars 1992 gifte sig Kroetz med skådespelerskan Marie-Theres Relin. De har tre barn och bor i Altenmarkt i Chiemgau.

## Dramatik för scenen (urval)
- Heimarbeit (1971)
- Hartnäckig (1971)
- Wildwechsel (1971)
- Lieber Fritz (1972)
- Männersache (1972)
  - Köttaffären: pjäs (otryckt översättning av Nils A. Bengtsson och Britt Edwall för Stockholms stadsteater 1977)
- Stallerhof (1972)
- Oberösterreich (1972)
  - Pinneberg 73: komedi (otryckt översättning av Ulla Olsson och Herbert Grevenius för Kungliga Dramatiska Teatern 1973)
  - Oberösterreich: ett stycke i tre akter (otryckt översättning av Thomas Kinding för Göteborgs stadsteater 1974)
- Globales Interesse (1972)
- Maria Magdalena (1972)
- Münchner Kindl (1973)
- Wunschkonzert (1973)
  - Önskekonsert (översättning Magnus Lindman, Riksteatern, 2006)
- Geisterbahn (1975)
- Das Nest (1975)
  - Vårt lilla bo (otryckt översättning och radioarrangemang av Anders Carlberg för Sveriges Radio 1974)
  - Vårt lilla bo: folkpjäs i tre akter (otryckt översättning Ulla Olsson och Herbert Grevenius för Kungliga Dramatiska Teatern 1976)
- Agnes Bernauer (1977, otryckt översättning av Anders Carlberg för Göteborgs stadsteater 1978)
- Mensch Meier (1978)
  - Vad tar du dig till människa! (otryckt översättning av okänd översättare för Göteborgs stadsteater 1979)
  - Hur kan du, Meier: pjäs (otryckt översättning av Ulla Olsson och Herbert Grevenius för Kungliga Dramatiska Teatern 1979)
- Der stramme Max (1980)
  - Stålmaxen (otryckt översättning och förkortning Ulla Olsson och Herbert Grevenius 1980)
- Nicht Fisch nicht Fleisch (1981)
  - Varken fågel eller fisk: pjästext (otryckt översättning av Ulla Olsson och Herbert Grevenius för Kungliga Dramatiska Teatern 1982)
- Furcht und Hoffnung in BRD (1984)
  - Fruktan / hopp (otryckt översättning av Ulla Olsson och Herbert Grevenius för Kungliga Dramatiska Teatern 1985)
- Der Weihnachtstod (1986)
  - Julen som försvann: pjäs (otryckt översättning av Lars W. Freij under medverkan av Hansjörg Betschart för Folkteatern i Göteborg 1987)
- Ich bin das Volk (1994)
- Der Drang (1994)
  - De' göttaste (Suget): folklustspel i tre akter (översättning Ulf Peter Hallberg, Symposion, 1998)

## Filmatiserat
- Serien "Kir Royal"; denna serie producerades av WDR från 1984/85 men sändes först 1986.